# トガリハシ
トガリハシ (尖嘴、学名：Oxyruncus cristatus)は、スズメ目トガリハシ科に分類される鳥類の一種である。本種のみでトガリハシ科トガリハシ属を形成する。

## 分布
コスタリカからブラジル南部にかけて不連続的に分布する。

## 形態
体長約17cm。鋭くとがったクチバシが特徴で、英名や和名の由来となっている。頭上は黄色または赤色で、頸から下の体の丈夫は黄緑色である。体の下面は白色で、灰褐色の斑が散らばっている。

## 生態
標高400-1800ｍの熱帯雨林に生息する。群れは作らず、つがいもしくは単独で生活する。
樹上の小動物や植物の種子を食べる。シジュウカラと同じく採餌のために逆さにぶら下がる姿が確認されている。
繁殖についてはほとんど記録がないが、樹上に皿状の巣を作っているところが観察されている。

## 分類
タイランチョウ科やカザリドリ科に分類されることもあるが、近縁グループはよくわかっていない。生態も不明点が多く、現在のところトガリハシ科として独立させていることが多い。